# Varian Fry

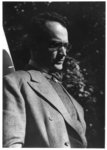
Varian Fry

Varian Mackey Fry (* 15. Oktober 1907 in New York City; † 13. September 1967 in Redding, Connecticut) war ein US-amerikanischer Journalist und Freiheitskämpfer im Zweiten Weltkrieg in Frankreich. Er führte in Marseille ein Rettungsnetzwerk, das etwa 2000 Menschen ermöglichte, vor den Nationalsozialisten zu fliehen.

## Leben

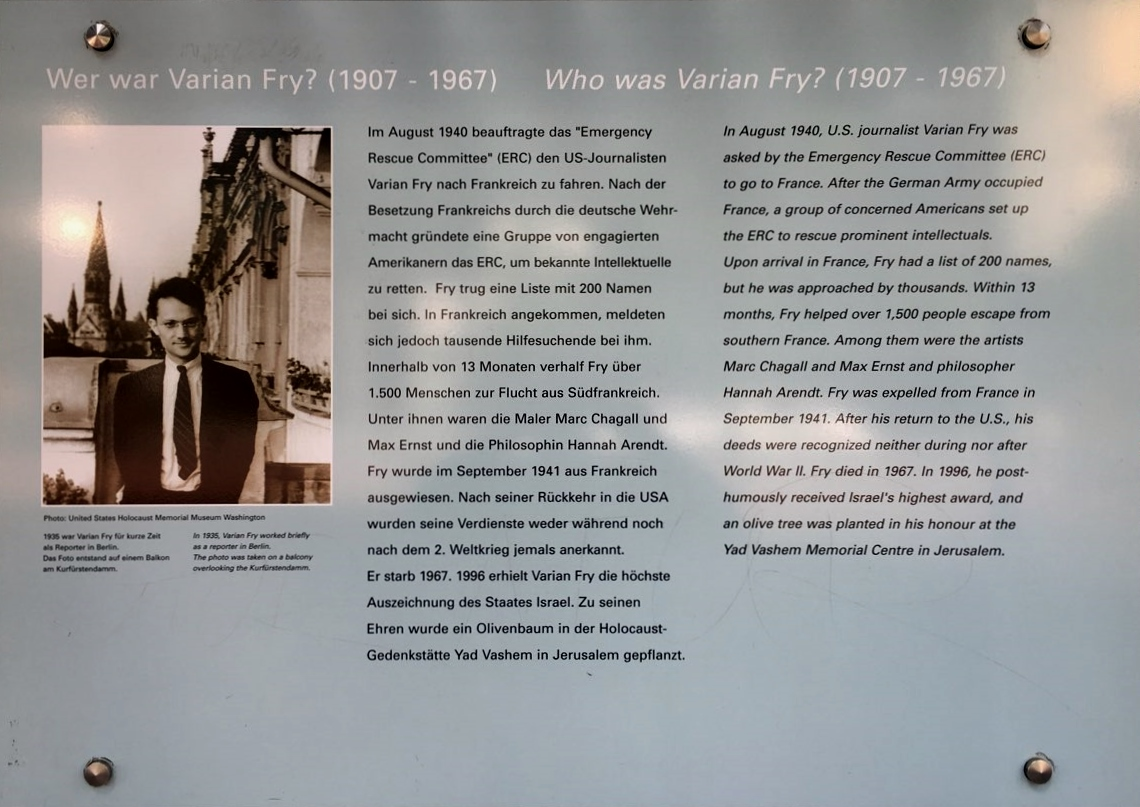
Gedenktafel, Potsdamer Straße 1, in Berlin-Tiergarten

Varian Fry besuchte die Hotchkiss School und die Harvard University, die er 1931 als Bachelor of Arts abschloss. Als Korrespondent für die amerikanische Zeitschrift The Living Age besuchte er 1935 Berlin und wurde mehrfach persönlich Zeuge der Judenverfolgung durch die Nationalsozialisten. Aufgrund seiner Erlebnisse schwer erschüttert, begann er, für die Arbeit gegen den Nationalsozialismus Geld zu sammeln. 1938 promovierte er an der Columbia-Universität in New York, bis 1940 gab er Bücher für die Gesellschaft für Außenpolitik heraus.
Im deutsch-französischen Waffenstillstandsvertrag war mit Artikel 19 die Auslieferung von Deutschen durch Frankreich auf Verlangen vereinbart worden. Es kursierten in Emigrantenkreisen Gerüchte über Auslieferungslisten mit bis zu 20000 Namen. Am 25. Juni 1940 wurde in den Vereinigten Staaten das Emergency Rescue Committee (ERC) gegründet, um namhaften europäischen Intellektuellen, Künstlern, Politikern und Gewerkschaftlern die Ausreise und Flucht aus dem unbesetzten Vichy-Frankreich nach Übersee zu ermöglichen. Die strikten amerikanischen Quotenregeln mit jahrelangen Wartezeiten für reguläre Einreisevisen waren kein gangbarer Weg für eine rasche Flucht in die Vereinigten Staaten. Das ERC konnte aber über das Präsidialkomitee für politische Flüchtlinge (President´s Advisory Committee on Political Refugees) Besuchervisa für Notfälle erhalten. Varian Fry wurde nach Marseille geschickt, wo eine große Zahl von Regimekritikern und Künstlern versammelt war. Er erhielt finanzielle Mittel und Listen mit Personen, denen er die Ausreise ermöglichen sollte.
In Marseille wurde seine Ankunft bekannt, und weit mehr Menschen wandten sich an ihn, um Hilfe zur Ausreise zu bekommen. Fry sammelte eine kleine Gruppe Freiwilliger um sich (darunter Albert O. Hirschman), die trotz wachsamer Aufsicht des Vichy-Regimes Menschen in der Villa Air-Bel versteckten, bis sie – häufig unter der Führung von Lisa und Hans Fittko – aus dem Land geschmuggelt werden konnten. Auf diesem Weg gelang es ihm, mehr als 2200 Flüchtlingen den Weg über die Grenze ins neutrale Portugal zu ermöglichen, von wo sie in die Vereinigten Staaten weiterreisen konnten. Anderen ermöglichte er die Ausreise per Schiff von Marseille zu der französischen Kolonie Martinique, von wo ebenfalls der Weg in die USA möglich war.
Seine Arbeit ließ sich nicht lange geheim halten. Die US-Behörden waren misstrauisch, weil sie meinten, Fry setze sich besonders für „Linke und Juden“ ein. Sowohl die US-Botschaft in Vichy-Frankreich als auch das Vichy-Regime selbst versuchten, seinem Streben Einhalt zu gebieten. Lediglich Hiram Bingham (1903–1988), der Vizekonsul der USA in Marseille, unterstützte ihn. Im Dezember 1940 wurde er inhaftiert, kam aber frei und arbeitete weiter. Nach 13 Monaten Arbeit in Marseille wurde er im August 1941 durch einen Hinweis der US-Botschaft endgültig von der französischen Polizei festgenommen und in die USA abgeschoben. Die Leitung des ERC-Büros bis zur offiziellen Schließung durch die französische Polizei im Juni 1942 übernahm Daniel Bénédite.
Unter Frys engsten Helfern befanden sich Amerikaner wie Miriam Davenport, eine frühere Kunststudentin an der Sorbonne, und die amerikanische Erbin Mary Jayne Gold, eine Kunstliebhaberin, die in den frühen 30er Jahren nach Paris gekommen war. Als die Nazis 1940 in Frankreich einmarschiert waren, ging Gold nach Marseille, wo sie mit Fry zusammenarbeitete und half, die von ihm aufgebaute Organisation zu finanzieren.
Unter den von Fry geretteten Personen befanden sich unter anderen Hannah Arendt, Ernst Josef Aufricht, Georg Bernhard, André Breton mit seiner Frau Jacqueline und Tochter Aube, Marc Chagall, Marcel Duchamp, Max Ernst, Lion Feuchtwanger, Leonhard Frank, Fritz Kahn, Siegfried Kracauer, Konrad Heiden, Heinz Jolles, Wifredo Lam, Wanda Landowska, Jacques Lipchitz, Alma Mahler-Werfel, Heinrich und Golo Mann, André Masson, Walter Mehring, Otto Meyerhof, Soma Morgenstern, Hans Natonek, Hans Namuth, Hertha Pauli, Alfred Polgar, Hans Sahl, Franz Werfel sowie Helen, Kurt und Christian Wolff.
1945 veröffentlichte Fry unter dem Titel Surrender on Demand (deutsch Auslieferung auf Verlangen) ein Buch über seine Zeit in Frankreich. 1968 gab der amerikanische Schulbuchverleger Scholastic eine Taschenbuchausgabe unter dem Titel Assignment: Rescue heraus; in der Folge sind noch viele Auflagen unter beiden Titeln erschienen. Fry machte durch deutliche kritische Aussagen gegen die US-Einwanderungsregelungen von sich reden und brachte diese in direkten Zusammenhang mit dem Schicksal der Juden in Europa. Bereits im Dezember 1942 hatte er einen Artikel The Massacre of Jews in Europe veröffentlicht.
Nach seiner Rückkehr in die Vereinigten Staaten im September 1941 erhielt Fry keinerlei öffentliche Aufmerksamkeit und geriet in Vergessenheit. Der Zugang zum ERC wurde ihm sogar verwehrt. Er wandte sich an Künstler, die er gerettet hatte, darunter Marc Chagall, Max Ernst und André Breton, und bat sie, ein neues Hilfsprojekt für Exilanten zu unterstützen – vergebens.
Fry engagierte sich in der Bürgerrechtsbewegung und wurde Mitglied der Internationalen Liga für Menschenrechte. 1944 trat er der Liberal Party of New York bei. Von 1943 bis 1946 war er Direktor für Internationale Angelegenheiten der American Labor Conference. Ab 1946 versuchte er sich mit einer Filmproduktionsfirma (Cinemart), die den Betrieb 1953 einstellen musste. Danach arbeitete er als Werbetexter, u. a. für die Coca-Cola Company, als Journalist und als Lehrer.

## Auszeichnungen und Nachleben

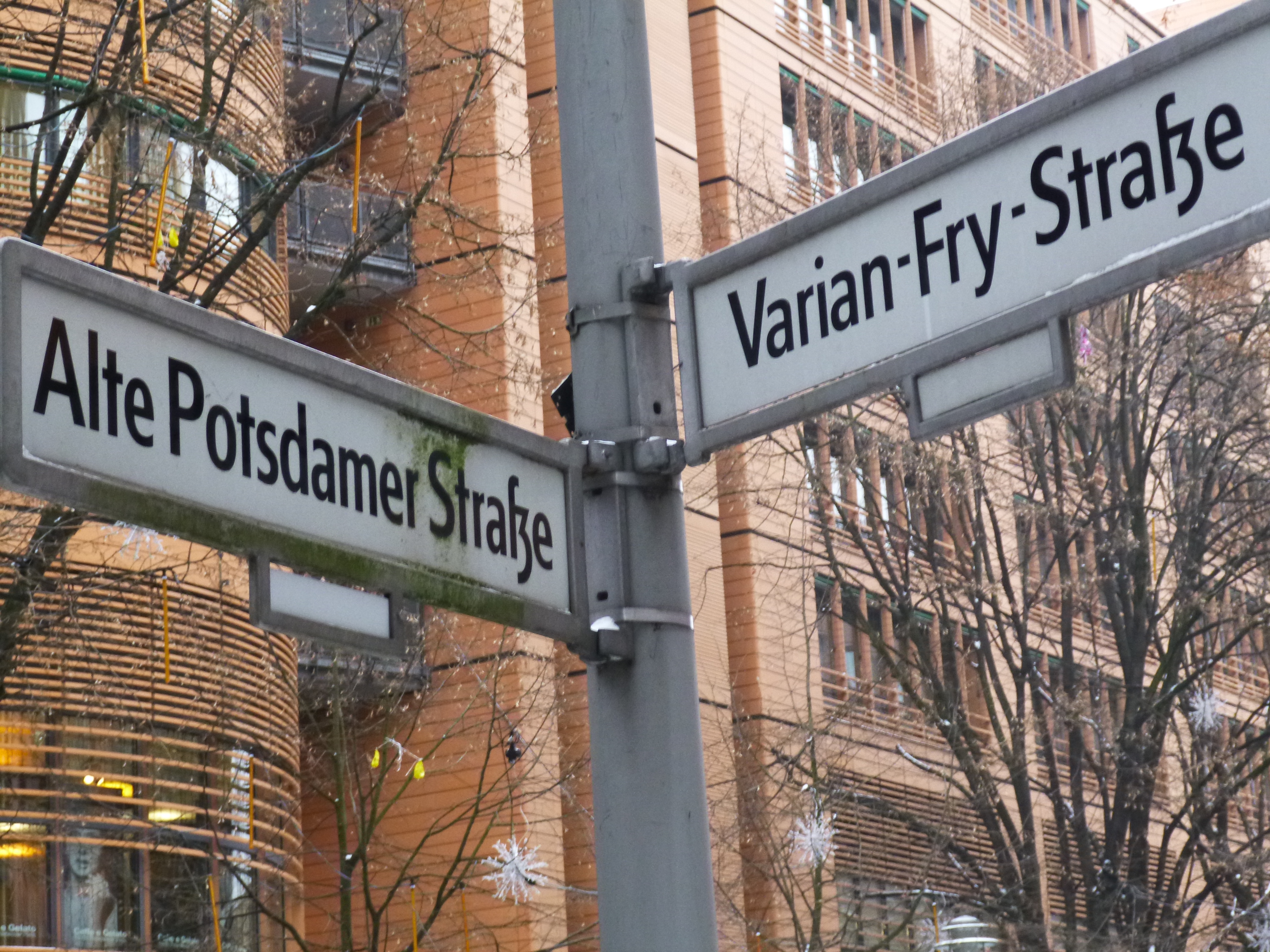
Varian-Fry-Straße in Berlin am Potsdamer Platz

1967 wurde er „für seinen heldenhaften Beitrag für die Freiheit“ in die französische Ehrenlegion aufgenommen. Abgesehen davon geriet Fry lange Zeit fast in Vergessenheit, bis seine Taten durch die Veröffentlichung von Mary Jayne Golds Buch Crossroads Marseilles 1940 (1980) wieder bekannt wurden. Er wurde nun teilweise als „amerikanischer Schindler“ bezeichnet. 1994 war Varian Fry der erste und bis 2005 einzige US-Bürger, der unter die Gerechten unter den Völkern in Israels Holocaust-Mahnmal Yad Vashem aufgenommen wurde. Am 1. Januar 1998 erhielt er eine zusätzliche Würdigung als Ehrenbürger des Staates Israel.
Seit dem 3. Dezember 1997 heißt eine Straße im neu angelegten zentralen Potsdamer-Platz-Areal in Berlin „Varian-Fry-Straße“. Im überdachten Wartebereich der gleichnamigen Bushaltestelle dort ist eine zweisprachige Gedenktafel in Englisch und Deutsch mit einem Foto Frys angebracht, auf der seine Rolle als Fluchthelfer für NS-Verfolgte dargestellt wird. Der Straßenname brachte die in Berlin lebende Schriftstellerin und Produzentin Anna Winger auf die Idee für die Netflix-Serie Transatlantic (s. u.: Verfilmungen). Ihr Vater, der Anthropologe und Erziehungswissenschaftler Robert A. LeVine, hatte bei einem Besuch in Berlin den Straßennamen gesehen und ihr von Varian Fry erzählt. Er hatte in seiner Zeit als Harvard Professor in Cambridge mit Albert O.Hirschman und Lisa Fittko zwei der Mitarbeiter in Frys Fluchthilfeorganisation in Marseille kennengelernt und deshalb vorgeschlagen, Fry zum Thema einer Fernsehserie zu machen.
Auf Initiative von Samuel V. Brock, dem US-Generalkonsul in Marseille von 1999 bis 2002, wurde der Platz vor dem Konsulat in „Place Varian Fry“ umbenannt.
Das Aktive Museum Faschismus und Widerstand in Berlin zeigte vom 18. November bis 30. Dezember 2007 in der Akademie der Künste am Pariser Platz in Berlin-Mitte die Ausstellung „Ohne zu zögern. Varian Fry: Berlin-Marseille-New York“.
Mit dem Buch Marseille 1940. Die große Flucht der Literatur setzte Uwe Wittstock der Gruppe um Fry ein literarisches Denkmal.
Als 2023 die Netflix-Miniserie Transatlantic die sexuelle Orientierung Varian Frys thematisierte (mittels eines fiktiven Liebhabers namens Thomas Lovegrove), ergab sich eine Debatte über diesen bis dahin verschwiegenen Aspekt seines Lebens. Die Autorin der Romanvorlage, Julie Orringer, wurde in der New York Times von ihrer Schriftsteller-Kollegin Cynthia Ozick kritisiert, weil es zwar „hier und da“ Gerüchte zu Frys Homosexualität gab, diese aber nicht belastbar wären. Daraus eine durchgehende Lovestory mit einem fiktiven Charakter abzuleiten, findet Ozick bedenklich. Die Fry-Biografin Sheila Isenberg betonte, sie habe „keine Beweise für Homosexualität“ gefunden, weder in der Korrespondenz mit seiner ersten Frau, Eileen Hughes, noch im Gespräch mit der zweiten Ehefrau, Annette Riley Fry, oder mit anderen Menschen, die mit Fry im Emergency Rescue Committee gearbeitet hätten. Hingegen erinnerten LGBTIQ-Forscher und Schriftsteller – wie Andrew Sean Greer – dass es fast unmöglich sei, die persönlichen Geschichten von LGBTIQ zu dokumentieren, weil „sie diese verbrannt, unterdrückt, nicht aufgeschrieben, nicht mitbedacht oder ausradiert“ hätten. Schließlich meldete sich James D. Fry zu Wort, der Sohn des Flüchtlingshelfers: „Ja, mein Vater war ein ungeouteter Homosexueller.“ Er habe dies als junger Mann begriffen, nachdem sein Vater gestorben war – „durch etliche Hinweise, viele davon waren Forschenden niemals zugänglich“.

## Veröffentlichungen (Auswahl)
- Auslieferung auf Verlangen. Die Rettung deutscher Emigranten in Marseille 1940/41. Hanser Verlag, München 1986, ISBN 3-446-13791-2. Hrsg. u. mit e. Anh. vers. von Wolfgang D. Elfe u. Jan Hans. Englische Originalausgabe unter dem Titel Surrender on demand, New York 1945. Taschenbuchausgabe unter dem Titel: Assignment: Rescue. Scholastic, 1968.
- War in China: America’s role in the Far East. With maps and charts by Henry Adams Grant, Foreign Policy Association, New York 1938
- War Atlas: a handbook of maps and facts. Foreign Policy Association, New York 1940
- The Peace That Failed: how Europe sowed the seeds of war. Foreign policy Association, New York 1939

sowie Beiträge in den Zeitschriften The Nation, New Leader, The New Republic, Common Sense und New Europe.

## Verfilmungen und Dokumentarfilme
- Assignment: Rescue (auch: The Story of Varian Fry and the Emergency Rescue Committee) (1997) bei IMDb
- Der Dokumentarfilm Villa Air Bel – Varian Fry in Marseille 1940/41 von Jörg Bundschuh (1987, 90 Min.) wurde 1987 auf dem Filmfestival von Chicago mit dem Silver Hugo Award ausgezeichnet.[13]
  - Villa Air Bel – Varian Fry in Marseille 1940/41 bei IMDb
- 1997 brachte der irische Filmregisseur David Kerr eine Dokumentation unter dem Titel „Varian Fry: The Artists’ Schindler“ heraus, mit Sean Barrett als Erzähler.
  - Varian Fry: The Artists’ Schindler bei IMDb
- In dramatischer Form wurde seine Geschichte wiedergegeben, als 2001 die amerikanische Schauspielerin Barbra Streisand den Fernsehfilm Varian’s War mit William Hurt und Julia Ormond mitproduzierte.
  - Varian’s War bei IMDb
- 2023: Transatlantic, Netflix-Serie basierend auf dem Roman The Flight Portfolio von Julie Orringer, mit Cory Michael Smith als Varian Fry und Gillian Jacobs als Mary Jayne Gold[14][15]